# Jaroslav Kořán
Jaroslav Kořán (ur. 17 stycznia 1940 w Pradze, zm. 2 czerwca 2017 tamże) – czeski scenarzysta, fotograf, tłumacz i polityk, burmistrz Pragi w latach 1990–1991.

## Życiorys
Wychowywał się na wsi w okolicach miast Kardašova Řečice i Veselí nad Lužnicí. W latach 50. XX wieku przygotowywał się do zawodu narzędziowca.
W 1968 roku ukończył studia na Wydziale Filmowym i Telewizyjnym Akademii Sztuk Scenicznych w Pradze. W latach 1970–1973 pracował jako scenarzysta w Studiu Filmowym Barrandov, był autorem scenariuszy m.in. do Smrt si vybírá i Černobílé kontrapunkty. 
W 1973 roku został skazany za wykonywanie antyradzieckich pieśni i w latach 1973–1974 przebywał w więzieniu. Po uwolnieniu pracował w praskich wodociągach. Od 1975 roku pracował jako tłumacz języka angielskiego i niemieckiego, tłumaczył m.in. dzieła Roalda Dahla, Kurta Vonneguta i George'a Bernarda Shawa oraz powieść Lot nad kukułczym gniazdem. Wraz z Danielem Wiessebortem brał udział w tłumaczeniu antologii czeskiej poezji na język angielski.
Od lat 70. XX wieku angażował się w działalność opozycji demokratycznej. 10 grudnia 1976 roku w jego mieszkaniu odbyło się pierwsze spotkanie opozycjonistów przygotowujących Kartę 77. W 1989 roku był współzałożycielem Forum Obywatelskiego. W latach 1990–1991 pełnił funkcję burmistrza Pragi, został odwołany ze stanowiska przez radnych miejskich.
W latach 1992–1995 był redaktorem naczelnym czeskiej edycji czasopisma „Playboy”. Od 1995 roku był dyrektorem przedsiębiorstwa Gallery, zajmującego się organizacją wystaw i wydarzeń kulturalnych.